# Изюмская крепость
Изюмская крепость — историческая деревянная крепость в Изюме Харьковской области.

## Описание
Изюмская крепость располагалась на высоком плато, опоясанном с трёх сторон Северским Донцом и речными старицами. Она состояла из трёх частей: Меньшого города (кремля), Большого города и Замка. Меньшой город находился в северо-западном углу Большого города, его дубовая острожная стена с обламами насчитывала 711,5 м в длину. В стене были восемь башен, одна из которых была проезжей и соединяла Меньшой город с Большим. Вокруг кремля был вырыт ров глубиной 4,3 м. Большой город  был обнесён земляным валом с 14 башнями и имел протяжённость 2656 м. К югу от Большого города находился Сторожевой городок (Замок), венчавший вершину Изюмского кургана. Его стены с тремя башнями насчитывали 372,5 м. Благодаря тому, что Изюмская крепость находилась в петле Северского Донца, к югу от неё возвели ещё передовую линию укреплений из надолбов и засек длиной 1476 м, тянувшуюся от Северского Донца через Изюмскую гору снова к Северскому Донцу.

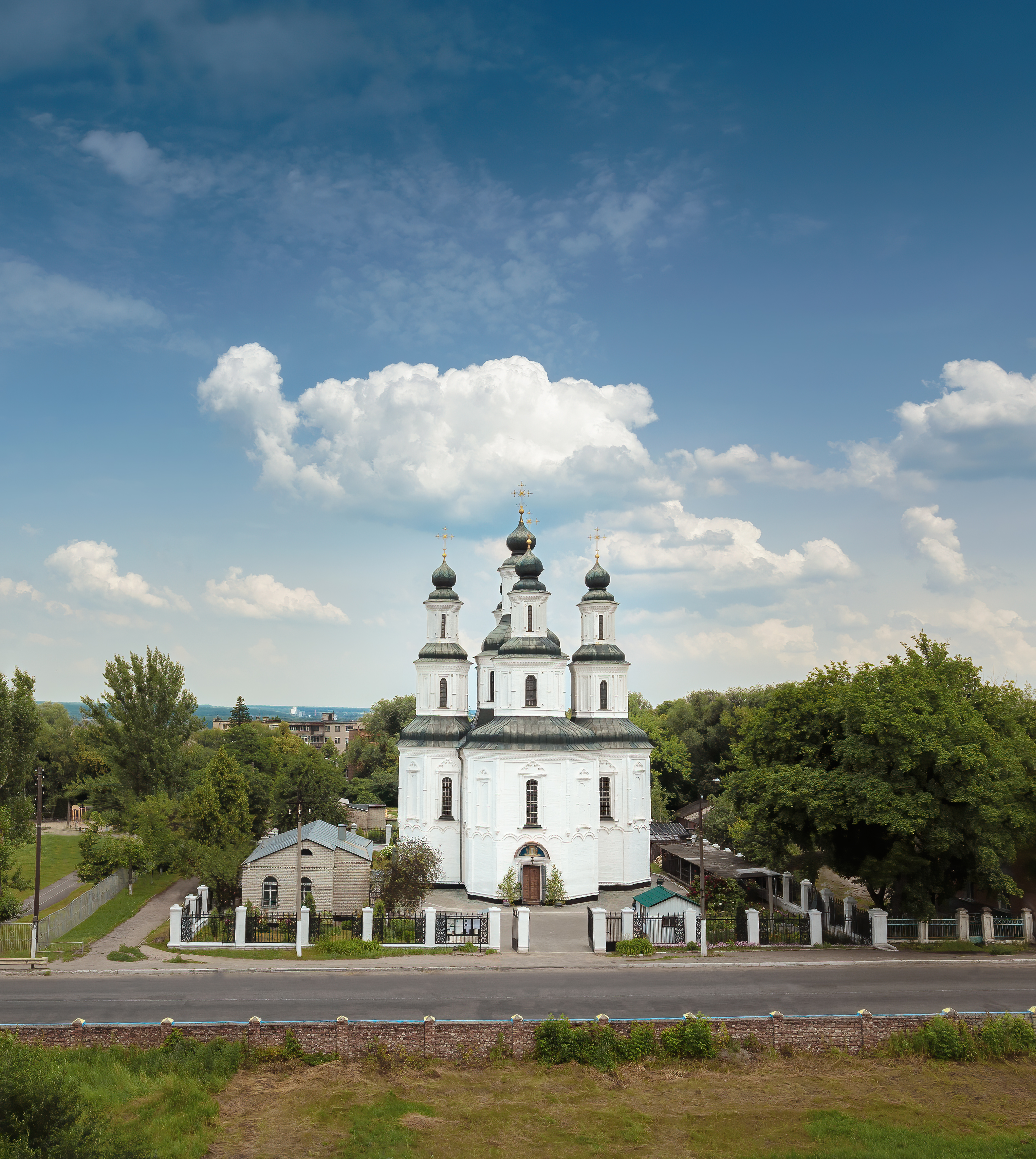
Спасо-Преображенский собор на территории бывшей крепости

Внутри крепости находились Спасо-Преображенский собор (1684) и Крестовоздвиженская церковь (1719).

## История
Во второй половине XVI века на Северском Донце появилась русская сторожа, караулившая брод на Изюмском шляху, которым часто пользовались крымские татары при набегах на южные земли Русского государства. На посту посменно несли службу ратные люди из Путивля, Рыльска и других городов степного приграничья. В 1663 году на левом берегу Северского Донца по документам значится небольшое поселение, где проживали станичная стража и царские охотники—звероловы.
Около 1673 года недалеко от впадения реки Изюм в Северский Донец атаман Яков Черниговец основал небольшое укреплённое поселение, названное Изюмским городком. Первыми обитателями города, вошедшего в Балаклейский казачий полк, стали переселенцы с Правобережной Украины, находившейся под властью Речи Посполитой.
В 1680 вдоль берегов Северского Донца началось возведение новой укреплённой линии, получившей позднее название Изюмской черты. Побывавший в Изюме генерал и воевода Григорий Косагов отметил весьма выгодное стратегическое положение города, насчитывавшего на тот момент лишь 70 дворов, и предложил сделать его центром новой черты. Преимущество Изюма заключалось не только в контроле над важным бродом, но и в относительной близости к расположенному южнее городу-крепости Тору (ныне Славянску) с его соляными промыслами. Расчёт Косагова был на то, что наличие не столь отдалённой крупной крепости будет иметь устрашающий эффект и сделает крымскотатарские набеги на Тор менее частыми.
Изюмская крепость была заложена по указу царя Фёдора III Алексеевича 6 марта 1681 года на правом берегу Северского Донца. Кроме Косагова строительством руководил харьковский полковник Григорий Донец-Захаржевский, приведший с собой 500 казаков. Позже к строительству присоединилось ещё 1000 человек. Возведение крепости было завершено осенью того же года. Изюм стал одной из самых сильных крепостей на южной границе Русского государства, в которой размещалось управление новой укреплённой черты.
Около 1685 года был образован Изюмский слободской полк. Переселенцам, записанным в казачью службу, на 10-15 лет предоставлялись льготы и привилегии, угодья и право заниматься ремёслами и промыслами.
В 1690 году большой крымскотатарский отряд, поддержанный турецкими янычарами, ворвался в крепость, но был вновь изгнан гарнизоном, а затем разгромлен у горы Кременец.
В ходе Северной войны Изюмская крепость была капитально перестроена в соответствии с требованиями современной фортификации. В 1766 году крепость пострадала от пожара. В 1784 году она была упразднена, укрепления срыты, а территория была застроена согласно утверждённому Екатериной II регулярному плану. Каких-либо значительных остатков укреплений в современном Изюме не осталось.